# Lista över offentlig konst i Sala kommun
Lista över offentlig konst i Sala kommun är en ofullständig förteckning över främst utomhusplacerad offentlig konst i Sala kommun. 

## Tätorten Sala
| Titel                                 | Konstnär(er)                              | Årtal | Beskrivning                                                | Typ - material                          | Plats Koordinater                                                      | Bild                           |
| ------------------------------------- | ----------------------------------------- | ----- | ---------------------------------------------------------- | --------------------------------------- | ---------------------------------------------------------------------- | ------------------------------ |
| Okänd titel                           | Bo Åke Adamsson                           | 1912  |                                                            | skulptur - plåt                         | vid entrén till Kaplanen 59.92025, 16.6037                             |                                |
| Okänd titel                           | Bo Åke Adamsson                           |       |                                                            | skulptur - plåt                         | vid entrén till Kaplanen 59.92023, 16.60382                            |                                |
| Ungdom                                | Carl Eldh                                 | 1938  |                                                            | skulptur - brons                        | Stadsparken 59.92148, 16.59906                                         | Ungdom                         |
| Portinramning                         | Folke Heybroek                            |       |                                                            | järnsmide                               | Entrén till tingshuset i Sala koordinater saknas                       |                                |
| Harpolekaren                          | Lennart H. Lindberg                       | 1959  |                                                            | fontän - brons                          | vid Mikaelsgården koordinater saknas                                   |                                |
| Hästarna                              | Lennart H. Lindberg                       | 1967  |                                                            |                                         | Carl Fribergs gata, kvarteret Stöten (Åkra-området) koordinater saknas |                                |
| Bergshauptman J H af Forselles        | Anna Schött                               | 1939  | Byst över Jakob Henrik af Forselles                        | byst - brons                            | Lycksalighetens ö i Stadsparken 59.9222, 16.59925                      | Bergshauptman J H af Forselles |
| Nya vingar Även känd som: Unga vingar | David Wretling                            | 1949  |                                                            | skulptur - brons                        | Stadsparken 59.92118, 16.60051                                         | Nya vingar                     |
| Fontän                                | Okänd                                     |       |                                                            | fontän - brons                          | Stadsparken 59.92134, 16.59975                                         | Fontän                         |
| Ivan Aguélis plats                    | Acke Oldenburg Åsa Ormell Göran Söderberg | 2000  | minnesmärke över Ivan Aguéli                               | fontän - Smide, stengods, tegel, växter | utmed Aguéligatan vid Smedjebroplan 59.92268, 16.60565                 | Ivan Aguélis plats             |
| Silverraster                          | Hanna Stahle Mårten Medbo                 | 2007  | Reflekterande rasterpunkter i varierande storlekar på mur. |                                         | Anstalten Salberga koordinater saknas                                  |                                |

## Tidigare utplacerade konstverk
Nedan följer en lista på konstverk som tidigare varit utplacerade men nu är i förvar, förstörda eller försvunna.
| Titel             | Konstnär(er)       | Årtal | Beskrivning | Typ - material | Stadsdel/ort | Tidigare plats Koordinater    | Bild |
| ----------------- | ------------------ | ----- | ----------- | -------------- | ------------ | ----------------------------- | ---- |
| Lilla klippmoskén | Jan-Erik Svennberg | 2012  |             | skulptur       |              | Ekeby damm koordinater saknas |      |